# Бојкот трговинских ланаца на Балкану
Бојкот трговинских ланаца на Балкану је низ организованих акција бојкота куповине производа започет крајем јануара 2025. године. Бојкоти су почели у Хрватској 24. јануара, као реакција на растуће малопродајне цене широм земље. Убрзо затим покренути су бојкоти у Србији, Црној Гори, Босни и Херцеговини, Северној Македонији, Словенији, Албанији, Румунији, Бугарској, Мађарској и Грчкој. У међувремену, покренути су бојкоти и у Словачкој и Чешкој .
Главни трговиски ланци су оптужени да се баве монополским подизањем цена. Поред потенцијалног кршења закона о конкуренцији, бојкоти су уследили усред пораста цена хране и трошкова живота широм региона и узроковани су разним економским факторима. Бојкоти су добили широку подршку јавности.

## Позадина
Цене у Хрватској су скочиле уочи бојкота, до те мере да се плате и пензије нису одржавале. Ово је почело као део ширег повећања цена услед инфлације услед пандемије КОВИД-19, а наглашено је када се Хрватска придружила еврозони 2023. године. Опадајући пољопривредни сектор, монополи великих трговаца храном и ерозија мањих предузећа, прилив увоза и превелико ослањање на туризам допринели су порасту инфлације. Различити трговци на мало у земљи су од тада спровели додатна повећања цена, што је довело до повећања цена од 30% према званичним показатељима.
Идеја о бојкоту у Хрватској започела је у Фејсбук групи Хало, инспекторе, којом управља Европски центар за потрошачку изврсност.
Бојкот се састојао у избегавању одређених производа као што су хлеб, тестенине, шунка, кобасице, риба, млеко, млечни производи и неке врсте воћа и поврћа. Бојкот је имао за циљ да пошаље снажну поруку незадовољства због повећања цена. Као резултат тога, Министарство господарства Републике Хрватске проширило је листу производа с ограниченим цијенама.
Подаци показују да је укупан број издатих фактура у малопродаји у петак, 24. јануара, био за 44% мањи него у петак претходне недеље (17. јануара), док је укупни новчани трошак мањи за 53%. За све активности била је нижа за 29%, односно 36%.Пријављене су празне продавнице и паркинзи.
Иако је бојкот преполовио продају, трговци су одбили да смање цене, што је довело до још једног недељног бојкота који је почео 30. јануара. Овај бојкот посебно је био усмерен на малопродајне ланце Лидл, ЕуроСпин и ДМ за које се тврдило да имају превисоке цене. 

## Други бојкоти и планови бојкота у југоисточној Европи
Успех хрватског бојкота изазвао је домино ефекат, што је довело до других позива на бојкот широм југоисточне Европе, посебно у земљама бивше Југославије. Коалиција коју предводе Словачка и друге источноевропске земље организована је 27. јануара. Синхронизовани штрајк широм земаља бивше Југославије догодио се 31. јануара.

### Бојкот у Албанији
Позиви на бојкот у Албанији почели су да се појачавају након бојкота у другим балканским земљама, са неколико одвојених иницијатива које су настале као њихов резултат. Један је позивао на бојкот од 5. до 10. фебруара, док је други позивао на једнодневни бојкот 16. фебруара. У апелу који је дистрибуиран на интернету тврдило се да су „цене у Албанији међу најнасилнијима у Европској унији“ (иако земља није у унији) и апелује на Албанце да циљају на супермаркете, продавнице и услуге које су наводно повећале цене. Иницијатива за бојкот од 5. до 10. фебруара била је усмерена на једну конкретну установу сваког дана, почевши од Велике пијаце 5. фебруара, затим Цонад, Албмаркет, Ксханголли, Еко Маркет и на крају ШПАР.

### Бојкот у Босни и Херцеговини
Инспирисани напорима у Хрватској, корисници друштвених медија у Босни и Херцеговини почели су да позивају на сличан бојкот 31. јануара. Бојкот је навео забринутост због вртоглавог раста цена, уз напомену да су цене у земљи биле више од оних у другим земљама као што је Немачка. Штавише, изражена је забринутост око трошкова живота. Бојкот Босне и Херцеговине био је усмерен на продавнице, ресторане и бензинске пумпе. Имао је за циљ да изврши притисак на власти и послодавце у земљи да обуздају инфлацију и повећају минималну плату и животни стандард.

### Бојкот у Бугарској
Бојкот који су организовали покрет „Систем нас убија“, Савез потрошача Бугарске, Уједињени синдикати пензионера, бивша омбудсманка Маја Манолова и бивши посланик Велизар Енчев. Догодио се 13. фебруара. У објави на друштвеним мрежама, они су навели да су цене у малопродајним ланцима и мањим радњама скочиле у небо, угрозивши 800.000 бугарских пензионера који живе испод границе сиромаштва, као и сиромашне запослене. Такође су навели да су за артикле у страним ланцима као што су путер, млеко, сир, месо и кобасице, цене домаће у Бугарској биле више него у њиховим матичним земљама попут Немачке или Аустрије, упркос томе што наведене матичне земље имају виши животни стандард. Пост је такође позвао бугарску владу да постави горњу границу цена на цене 70 основних прехрамбених артикала. Нацрт закона су израдиле Маја Манолова и њена грађанска платформа Станд Уп. Они су такође позвали на подршку средњим и малим произвођачима и транспарентност у погледу механизама одређивања цена. 
Бојкоти од 27. фебруара укључивали су банке због "неподношљиво високих банкарских накнада". Организатори бојкота инсистирали су да бугарски парламент усвоји предлог закона о ограничењу банкарских такси и провизија, који је предложила бивша омбудсманка Маја Манолова. Осим бојкота, стотине грађана окупило се испред бугарске централне банке да протестују против банкарских такси и захтевају усвајање закона.

### Бојкот у Чешкој
Иницијатива за бојкот почела је да се шири на чешком Реддиту након бојкота балканских земаља. Постер на чешком субреддиту позива на бојкот великих трговачких ланаца од 17. до 23. фебруара. Поред тога да се наведени ланци натерају да смање цене, бојкот такође има за циљ да елиминише злоупотребу попуста (за које присталице кажу да су стварне нормалне цене) и да се супротстави корисничким картицама. Многи Чеси који подржавају бојкот позвали су на државну подршку у погледу цена.

### Бојкот у Грчкој
Грчка је забележила значајан пораст цена у последњих неколико година. У року од месец дана јануара 2025. свеже месо је порасло за 3,05%, свежа риба и морски плодови за 2,87%, а вода, сок и газирана пића за 3,01%, док су цене кафе и чоколаде такође порасле током претходних месеци. Бојкот је 19. фебруара организовала ИНКА, или Општа федерација потрошача Грчке. Она је позвала Грке да тог дана не потроше ниједан евро, чак позивајући на избегавање плаћања банкама, јавним услугама, рачунима за воду, струју и телефон, гориво, супермаркете, кафиће, ресторане, комерцијалне продавнице и електронске трансакције, куповину електричне енергије, плус било какве финансијске трансакције.Председник ИНКА Гиоргос Лечурит такође је позвао грчку владу да подржи ову меру.

### Бојкот у Мађарској
Мађарским друштвеним мрежама су се ширили позиви на бојкот, при чему је једна организација позивала на један који је трајао од 11. до 13. фебруара, а друга само 13. фебруара. Ово последње је постало најпопуларније, јер пада на дан пензија у Мађарској, када пензионери имају тенденцију да купују непропорционално, што значи да би бојкот поништио повећање продаје које обично прати поменути дан. Бојкот је био протест против инфлације и раста цена хране, при чему је примећено да су цене у суседним земљама ЕУ биле јефтиније. Бојкот је био посебно усмерен на Алди, Лидл, СПАР, Тесцо, Ауцхан, Пенни, Цооп, ЦБА и Г-Роби. Организатори су навели да пошто је 13. фебруар, четвртак, последњи дан бојкота, да и сваки четвртак па надаље може бити дан бојкота. Резултати бојкота нису дали озбиљног утицаја на цене у Мађарској.

### Бојкот у Црној Гори
У Црној Гори је 31. јануара почео бојкот. Инфлација у земљи порасла је за 30,5% између 2021. и 2024. године, а цене хране су порасле за чак 41%. Малопродајне продавнице су имале више од 50% стопе промета од 2021. до 2023. године, док су неке имале повећање профита до 200% током истог временског периода. Многи Црногорци су се жалили да су цене у њиховој земљи много скупље него у другим земљама. Слободни синдикат Црне Горе је такође позвао своје чланове да се придруже бојкоту.

### Бојкот у Северна Македонија
Северна Македонија је 31. јануара такође учествовала у овом масовном бојкоту. Земља се суочава са сличним проблемима у вези са скоковима цена. Владина иницијатива „Новогодишња корпа“ имала је за циљ да реши проблем путем опционог програма где би трговци на мало могли да смање цене, али се сматрало недовољним, са извештајима да су трговци подигли цене пре него што су их снизили.
Бојкот је резултирао падом прихода од 46,59% у осам највећих ланаца супермаркета у односу на претходни петак и 46,29% у односу на претходни дан.

### Бојкот у Румунији
Позиви на бојкот појавили су се и у Румунији. Све већи број Румуна, укључујући Келина Ђорђескуа, фаворита на сада отказаним председничким изборима у Румунији 2024. године, и бившег премијера Виктора Понта, позвали су своје суграђане да покрену бојкот 10. фебруара који ће трајати до 16. фебруара. Поред високих цена, они такође желе да се бојкотују супермаркети јер не продају румунске производе, уместо тога да купују локалне производе како би подстакли локалну економију и унапредили безбедност домаће хране. Штавише, желели су да румунске цене и квалитет хране буду више у складу са западноевропским. Бојкот ће бити усмерен на Лидл, Кауфланд, Керфоур, Мега Имаге, Профи и Пенни Маркет. Земља је имала једну од највиших стопа инфлације у Европској унији 2023. године, од 5,1%, што је довело до повећања цена поврћа, воћа и детерџената. Од 12. фебруара бојкот је имао ограничен успех и велики број Румуна је наставио да купује у супермаркетима. Такође, на друштвеним мрежама појавио се покрет против бојкота, као одговор на умешаност екстремистичких партија у бојкот.

### Бојкот у Србији
У Србији је 31. јануара покренут бојкот. Бојкот Србије је био јединствен по томе што се догодио у позадини студентских протеста против корупције,  који су у земљи трајали од новембра 2024, након урушавања надстрешнице железничке станице у Новом Саду 1. новембра 2024. Разлози за бојкот су били то што земља има највише цене у Европи, а домаћи производи су често јефтинији у другим земљама. У октобру је покренута истрага против Делхаизеа, Меркатор С, Универекпорта и ДИС-а  због навода о повећању цена. Ове четири компаније су, поред Лидла, на мети бојкота у Србији. Удружени синдикати Србије „Слога“ су позвали своје чланове да подрже бојкот.

### Бојкот у Словачкој
Фејсбук страница под називом Не храните нас отпадом, коју прати преко 146 хиљада људи, упутила је позив 6. фебруара Словацима, позивајући их да ни један дан не купују ништа како би изразили незадовољство због претерано високих цена хране. Страница је позивала на бојкот посебно Била, Теско, Лидл, Кауфланд и ЦООП. Словачки савез модерне трговине[ је критиковао иницијативу, истичући да су цене у Словачкој само 82% од просека ЕУ, за разлику од 102% у Хрватској.

### Бојкот у Словенија
Подаци владе Словеније показују да Словенци у земљи плаћају у просеку 44% више него деценију раније. Упркос нижем порасту цена од просека за Европску унију, цене су и даље порасле за прехрамбене артикле као што су маслиново уље (20%), путер (17%), месо (3–6%) и хлеб (2%). Словенци су често правили поређења са Италијом, где су цене биле много ниже. Почело је се неколико мањих бојкота, који су трајали до 9. фебруара.